# Alan Boileau
Alan Boileau (Morlaix, França, 25 de junho de 1999) é um ciclista profissional francês que compete com a equipa B&B Hotels p/b KTM.

## Trajetória
Depois de conseguir vários sucessos como amador, em agosto de 2019 teve um primeiro contacto com o profissionalismo sendo stagiaire da equipa Vital Concept-B&B Hotels após assinar para 2020 com seu filial. A sua chegada definitiva à elite produziu-se com a mesma equipa em 2021, ano no que conseguiu suas primeiras vitórias no Tour de Ruanda.

## Palmarés
- 2021
  - 3 etapas do Tour de Ruanda
  - 1 etapa do Tour de Saboia

## Equipas
- Vital Concept-B&B Hotels (stagiaire) (08.2019-12.2019)
- B&B Hotels p/b KTM (2021-)